# Saint-Cyr (Manche)
Pour les articles homonymes, voir Saint-Cyr.
Saint-Cyr, et à partir du 1er janvier 2026 Saint-Cyr-Bocage, est une commune française, située dans le département de la Manche en région Normandie.

## Géographie

### Localisation

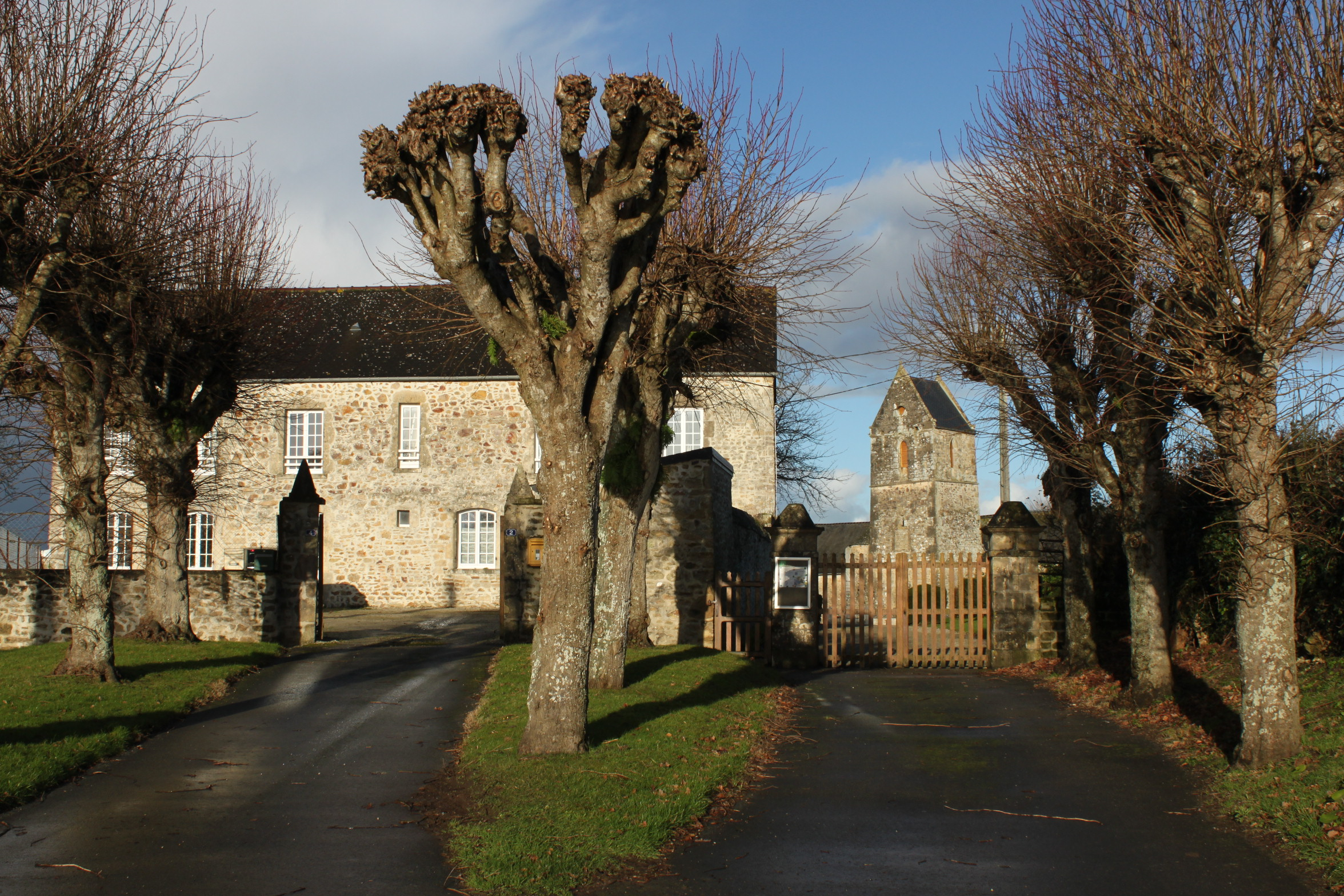
Le bourg et l'église.

La commune est en Nord-Cotentin. Son bourg est à 3,5 km à l'ouest de Montebourg et à 4,5 km au sud-est de Valognes.
Elle se trouve dans l'aire d'attraction de Cherbourg-en-Cotentin et dans sa zone d'emploi, et dans le bassin de vie de Montebourg.

### Communes limitrophes
Les communes limitrophes sont Huberville, Éroudeville, Le Ham, Hémevez, Montebourg, Saint-Germain-de-Tournebut et Sortosville.
| Huberville  | Huberville | Saint-Germain-de-Tournebut, Montebourg |
| Sortosville | Saint-Cyr  | Éroudeville                            |
| Hémevez     | Le Ham     | Éroudeville                            |

### Géologie et relief
La superficie de la commune est de 5,70 km².
Le point culminant (84 m) se situe en limite nord-ouest au lieu-dit les Trois Maisons. Le point le plus bas (7 m) correspond à la sortie de la Sinope du territoire, au sud. 

### Hydrographie
La commune est située dans le bassin Seine-Normandie. Elle est drainée par la Sinope, le fossé 01 de la commune de Saint-Cyr, le fossé 01 de la commune d'Huberville et le fossé 01 de Saint-Cyr,,.

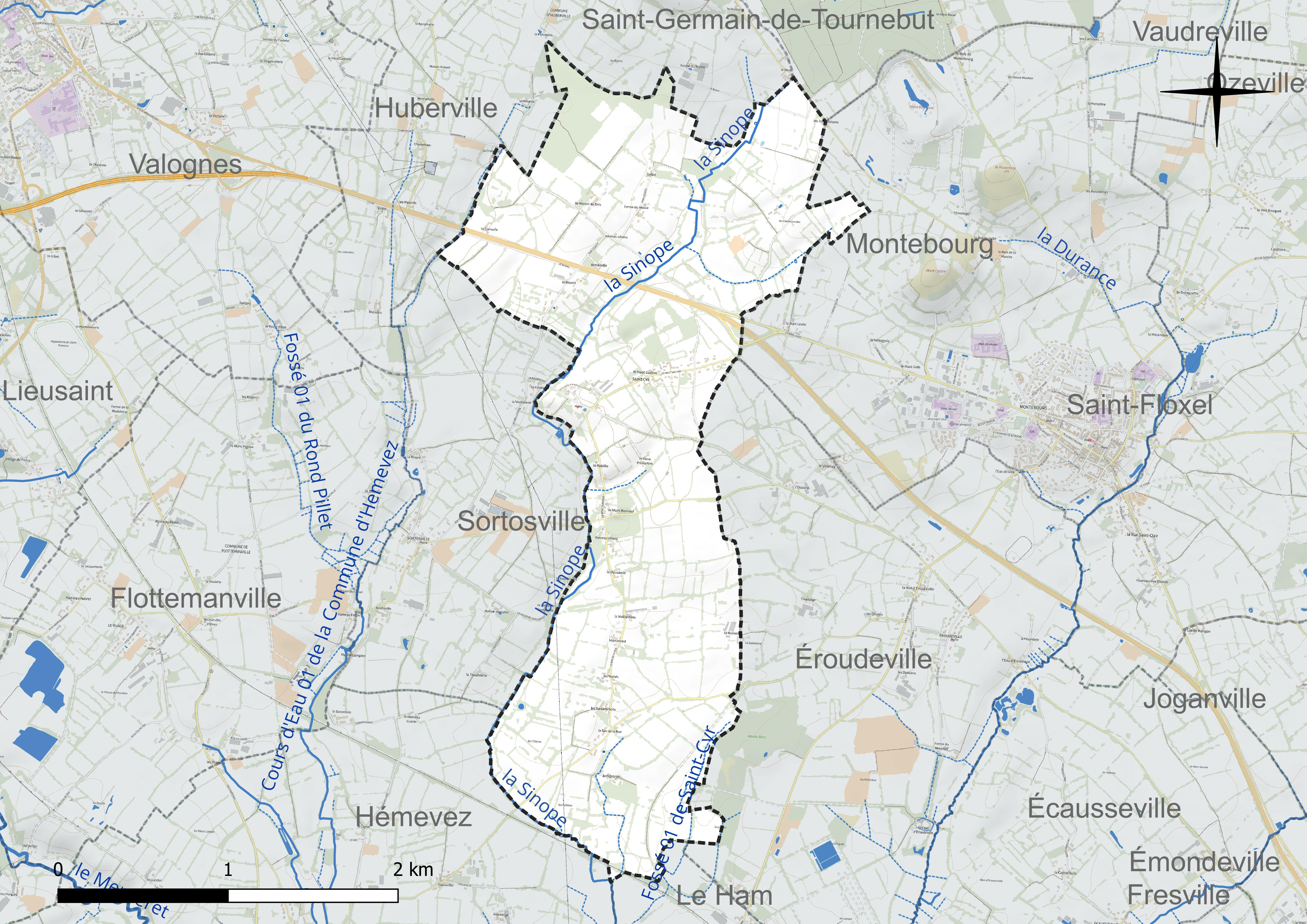
Réseau hydrographique de Saint-Cyr.

### Climat
Pour des articles plus généraux, voir Climat de la Normandie et Climat de la Manche.
En 2010, le climat de la commune est de type climat océanique franc, selon une étude du CNRS s'appuyant sur une série de données couvrant la période 1971-2000. En 2020, Météo-France publie une typologie des climats de la France métropolitaine dans laquelle la commune est exposée à un climat océanique et est dans la région climatique  Normandie (Cotentin, Orne), caractérisée par une pluviométrie relativement élevée (850 mm/a) et un été frais (15,5 °C) et venté. Parallèlement le GIEC normand, un groupe régional d’experts sur le climat, différencie quant à lui, dans une étude de 2020, trois grands types de climats pour la région Normandie, nuancés à une échelle plus fine par les facteurs géographiques locaux. La commune est, selon ce zonage, exposée à un « climat maritime », correspondant au Cotentin et à l'ouest du département de la Manche, frais, humide et pluvieux, où les contrastes pluviométrique et thermique sont parfois très prononcés en quelques kilomètres quand le relief est marqué.
Pour la période 1971-2000, la température annuelle moyenne est de 10,9 °C, avec une amplitude thermique annuelle de 11,3 °C. Le cumul annuel moyen de précipitations est de 971 mm, avec 14,4 jours de précipitations en janvier et 6,9 jours en juillet. Pour la période 1991-2020, la température moyenne annuelle observée sur la station météorologique la plus proche, située sur la commune de Gonneville-Le Theil à 17 km à vol d'oiseau, est de 11,0 °C et le cumul annuel moyen de précipitations est de 940,4 mm,. Pour l'avenir, les paramètres climatiques de la commune estimés pour 2050 selon différents scénarios d’émission de gaz à effet de serre sont consultables sur un site dédié publié par Météo-France en novembre 2022.

### Paysages
La commune est bocagère.

### Milieux naturels et biodiversité
Les habitants ont planté en novembre 2024 à l'initiative de la commune et avec l'aide de l'association Danub’, qui a notamment pour objectif de créer des îlots de résistance écosystémique,  une « forêt-jardin » sur un  terrain de 6 000 m² situé à l'arrière de la mairie. Cent arbres d'essences différentes (noyer, osier, mûrier, houx…) ont ainsi été plantés, suivis, au printemps 2025, de la plantation d'un jardin de légumes perpétuels devant la mairie, puis celle d'arbres fruitiers sur le triangle devant le cimetière, protégées par l'instauration d'une obligation réelle environnementale de 99 ans,.

## Urbanisme

### Typologie
Au 1er janvier 2024, Saint-Cyr est catégorisée commune rurale à habitat très dispersé, selon la nouvelle grille communale de densité à sept niveaux définie par l'Insee en 2022.
Elle est située hors unité urbaine. Par ailleurs la commune fait partie de l'aire d'attraction de Cherbourg-en-Cotentin, dont elle est une commune de la couronne,. Cette aire, qui regroupe 77 communes, est catégorisée dans les aires de 50 000 à moins de 200 000 habitants,.

### Occupation des sols

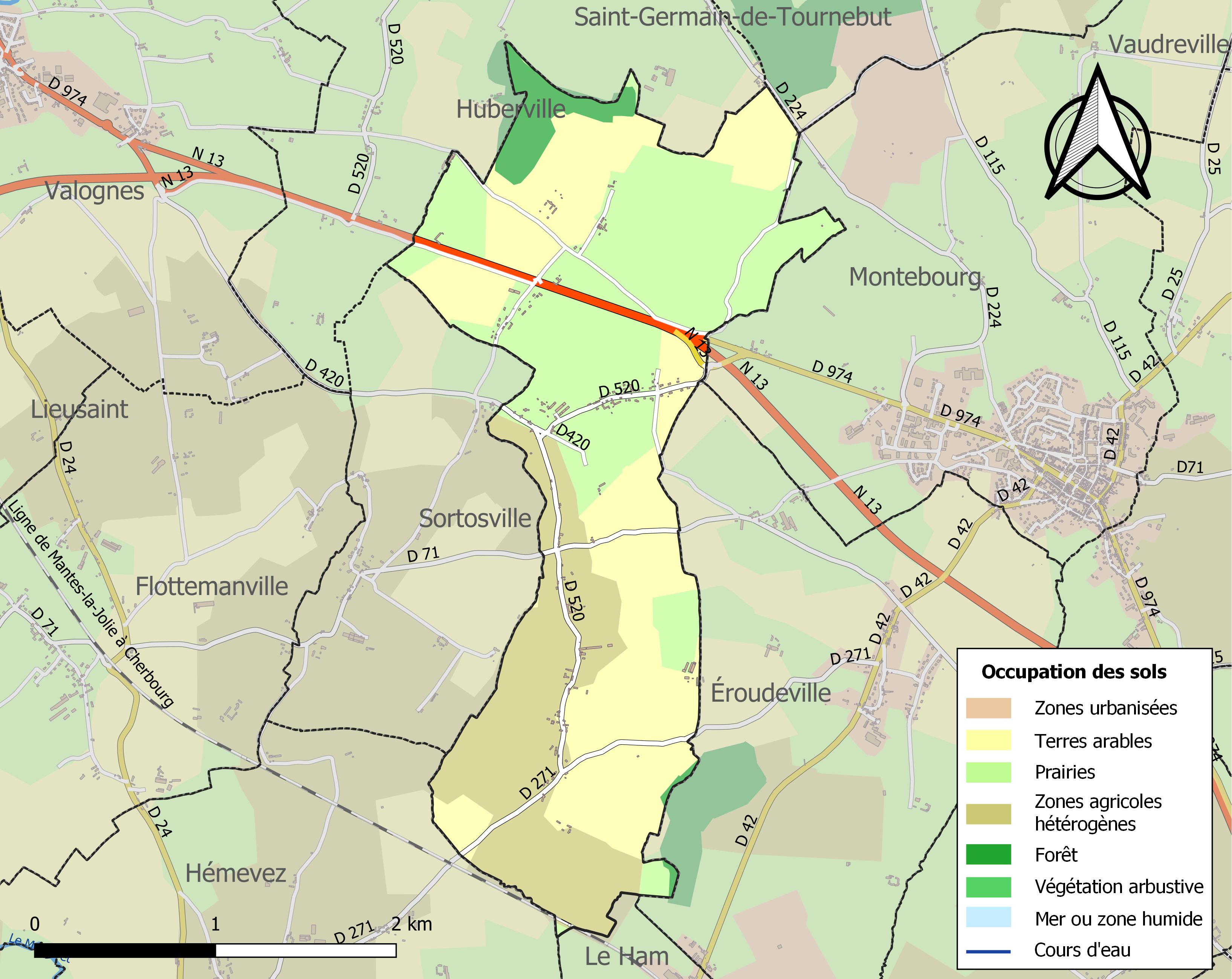
Carte des infrastructures et de l'occupation des sols de la commune en 2018 (CLC).

L'occupation des sols de la commune, telle qu'elle ressort de la base de données européenne d’occupation biophysique des sols Corine Land Cover (CLC), est marquée par l'importance des territoires agricoles (96,3 % en 2018), une proportion sensiblement équivalente à celle de 1990 (96,4 %). 
La répartition détaillée en 2018 est la suivante : prairies (37 %), terres arables (35,9 %), zones agricoles hétérogènes (23,5 %), forêts (3,7 %). 
L'évolution de l’occupation des sols de la commune et de ses infrastructures peut être observée sur les différentes représentations cartographiques du territoire : la carte de Cassini (XVIIIe siècle), la carte d'état-major (1820-1866) et les cartes ou photos aériennes de l'IGN pour la période actuelle (1950 à aujourd'hui).

### Habitat et logement
En 2021, le nombre total de logements dans la commune était de 96, alors qu'il était de 92 en 2016 et de 90 en 2011. 
Parmi ces logements, 87,5 % étaient des résidences principales, 6,3 % des résidences secondaires et 6,3 % des logements vacants. Ces logements étaient  tous des maisons individuelles. 
Le tableau ci-dessous présente la typologie des logements à Saint-Cyr en 2021 en comparaison avec celle de la Manche et de la France entière. Une caractéristique marquante du parc de logements est ainsi la faible proportion des résidences secondaires et logements occasionnels (6,3 %) par rapport au département (14,9 %) et à la France entière (9,7 %). 
| Typologie                                               | Saint-Cyr | Manche | France entière |
| ------------------------------------------------------- | --------- | ------ | -------------- |
| Résidences principales (en %)                           | 87,5      | 77,1   | 82,2           |
| Résidences secondaires et logements occasionnels (en %) | 6,3       | 14,9   | 9,7            |
| Logements vacants (en %)                                | 6,3       | 8      | 8,1            |

### Voies de communication et transports
La commune est desservie par la route nationale 13, qui lui donne un accès aisé à Cherbourg.

## Toponymie
Le nom de la localité est attesté sous les formes de Sancto Ciro en 1093, maisnillum Sancti Cirici au XIIe siècle, Sanctus Cyricus sans date.
La paroisse est dédiée à saint Cyr, jeune martyr chrétien du IVe siècle.
Le locatif Bocage, très utilisé en Nord-Cotentin, permet souvent d'éviter l'homonymie avec les autres Saint-Cyr.
En 2024, la commune a demandé officiellement à être renommée Saint-Cyr-Bocage".

## Histoire

### Antiquité
On a retrouvé à Saint-Cyr, lors de fouilles archéologiques (vers 1805), trois torques d'or ou hausses-cols, qu'Arcisse de Caumont date de l'ère celtique.
Saint-Cyr est le premier village placé sur la voie romaine allant de Alauna (Valognes) à Cosedia (Coutances) et le site d'un probable camp romain.

### Moyen Âge
Lors de la fondation de l'abbaye de Montebourg vers 1082, Guillaume le Conquérant offrit aux moines de l'abbaye « le Mesnil de Saint-Cyr et son église ». Saint-Cyr dépend donc avant cette donation du domaine ducal. Depuis cette donation, jusqu'à la Révolution, Saint-Cyr dépend de l'abbaye de Montebourg.

### Temps modernes
Charles-Claude de Bréauté (1665-1711), chevalier,  est seigneur de Saint-Cyr ainsi que de Sortosville, gouverneur de Valognes et bailli de Cotentin de 1692 à 1700.

### Époque contemporaine
En 1866, le château de Saint-Cyr appartient au vicomte d'Auxois.

## Politique et administration

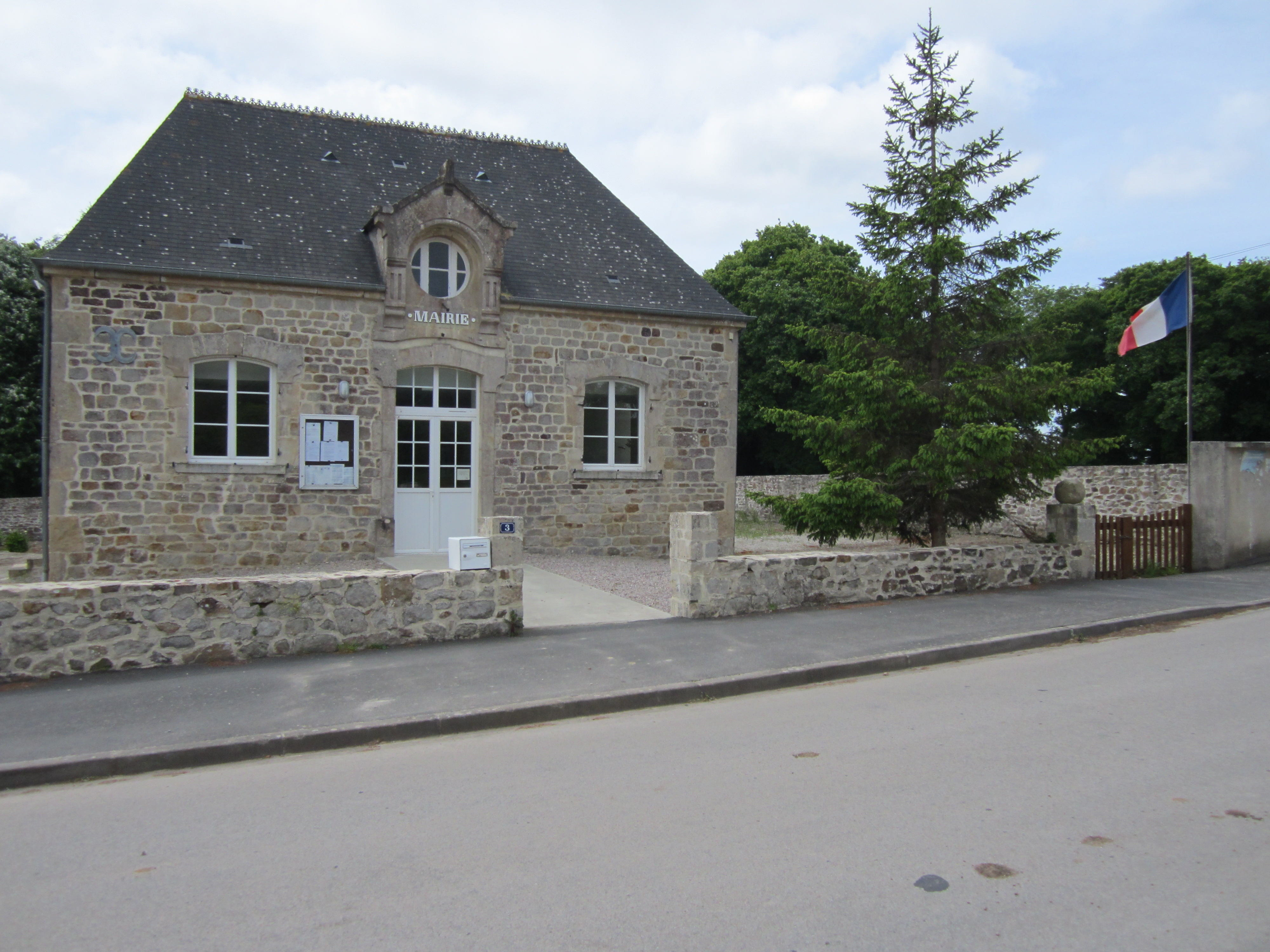
La mairie.

### Rattachements administratifs et électoraux

#### Rattachements administratifs
La commune se trouve depuis 1926 dans l'arrondissement de Cherbourg du département de la Manche.  
Elle faisait partie depuis 1793 du canton de Montebourg. Dans le cadre du redécoupage cantonal de 2014 en France, cette circonscription administrative territoriale a disparu, et le canton n'est plus qu'une circonscription électorale.

#### Rattachements électoraux
Pour les élections départementales, la commune fait partie depuis 2014 du canton de Valognes.
Pour l'élection des députés, elle fait partie de la première circonscription de la Manche.

### Intercommunalité
Saint-Cyr était membre de la petite communauté de communes de la région de Montebourg, un établissement public de coopération intercommunale (EPCI) à fiscalité propre créé fin 1995 et auquel la commune avait transféré un certain nombre de ses compétences, dans les conditions déterminées par le code général des collectivités territoriales.
Dans le cadre des dispositions de la loi portant nouvelle organisation territoriale de la République du 7 août 2015, qui prévoit que les établissements publics de coopération intercommunale (EPCI) à fiscalité propre doivent avoir un minimum de 15 000 habitants, cette intercommunalité a fusionné avec ses voisines pour former, le 1er janvier 2017, la communauté d'agglomération du Cotentin, dont est désormais membre la commune.

### Administration municipale
Compte tenu de la population de la commune, son conseil municipal est composé de onze membres dont le maire et ses adjoints.

### Liste des maires
| Période                                  | Période                    | Identité             | Étiquette | Qualité |
| ---------------------------------------- | -------------------------- | -------------------- | --------- | --- |
| Les données manquantes sont à compléter. |                            |                      |           | |
|                                          |                            |                      |           | |
| 1938                                     | 1962                       | Raphaël Dossier      |           | |
| 1962                                     | 1965                       | Henri Lecacheux      |           | |
| 1965                                     | 1983                       | Léon Duchemin        |           | |
| 1983                                     | 1988                       | Louis Lepigoche      |           | |
| 1988                                     | mars 2008                  | Adrien Thiphaigne    |           | |
| mars 2008                                | août 2011                  | Virginie Guéret      | SE        | Secrétaire Démissionnaire |
| octobre 2011                             | En cours (au 13 mars 2025) | Christelle Castelein | DVD       | Agent technique Suppléante du député LR Philippe Gosselin Conseillère départementale de Valognes (2015 → ) Présidente de la CA du Cotentin (2025 → ) Réélue pour le mandat 2020-2026, |

## Population et société
Le gentilé est Saint-Cyrien.

### Démographie
L'évolution du nombre d'habitants est connue à travers les recensements de la population effectués dans la commune depuis 1793. Pour les communes de moins de 10 000 habitants, une enquête de recensement portant sur toute la population est réalisée tous les cinq ans, les populations de référence des années intermédiaires étant quant à elles estimées par interpolation ou extrapolation. Pour la commune, le premier recensement exhaustif entrant dans le cadre du nouveau dispositif a été réalisé en 2005.

En 2022, la commune comptait 211 habitants, en évolution de +14,05 % par rapport à 2016 (Manche : −0,31 %, France hors Mayotte : +2,11 %).
| 1793 | 1800 | 1806 | 1821 | 1831 | 1836 | 1841 | 1846 | 1851 |
| ---- | ---- | ---- | ---- | ---- | ---- | ---- | ---- | ---- |
| 311  | 370  | 405  | 351  | 381  | 357  | 333  | 331  | 330  |

| 1856 | 1861 | 1866 | 1872 | 1876 | 1881 | 1886 | 1891 | 1896 |
| ---- | ---- | ---- | ---- | ---- | ---- | ---- | ---- | ---- |
| 264  | 291  | 256  | 215  | 241  | 222  | 205  | 223  | 204  |

| 1901 | 1906 | 1911 | 1921 | 1926 | 1931 | 1936 | 1946 | 1954 |
| ---- | ---- | ---- | ---- | ---- | ---- | ---- | ---- | ---- |
| 219  | 211  | 204  | 205  | 182  | 207  | 185  | 188  | 189  |

| 1962 | 1968 | 1975 | 1982 | 1990 | 1999 | 2005 | 2006 | 2010 |
| ---- | ---- | ---- | ---- | ---- | ---- | ---- | ---- | ---- |
| 170  | 138  | 139  | 164  | 166  | 178  | 196  | 192  | 210  |

| 2015 | 2020 | 2022 | - | - | - | - | - | - |
| ---- | ---- | ---- | - | - | - | - | - | - |
| 189  | 206  | 211  | - | - | - | - | - | - |

Saint-Cyr a compté jusqu'à 405 habitants en 1806.

## Économie
La commune se situe dans la zone géographique des appellations d'origine protégée (AOP) Beurre d'Isigny et Crème d'Isigny.

## Culture locale et patrimoine

### Lieux et monuments
- Église Saint-Cyr-et-Sainte-Julitte (XIIe – XVIIe siècles) qui a conservé son plan roman en forme de croix, avec à l'intérieur une voûte et nef lambrissée, chœur et transept gothique. 
Elle abrite un groupe sculpté saint Cyr et sainte Julitte du XVe en pierre calcaire polychrome classée au titre objet aux monuments historiques[42], ainsi que huit verrières de Marcelle Lecamp du XXe figurant la vie de saint Cyr et sainte Julitte et trois verrières du XXe saint Cyr et sainte Julitte, saint Paul et sainte Thérèse[43], une Vierge à l'Enfant du XVIe, saint Antoine le Grand du XVe, des fonts baptismaux du XVIIIe et un tableau du martyre de saint Cyr et sainte Julitte[29].
- La Cornurie (XVIe siècle).
- Le Mesnil (XVIe – XVIIe siècles).
- Ferme-manoir de Martinvast.
- Manoir d'Armanville.
- La Duvallerie.
- La Cour de Saint-Cyr.
- Puits face à l'église supportant une statue mutilée et restaurée.

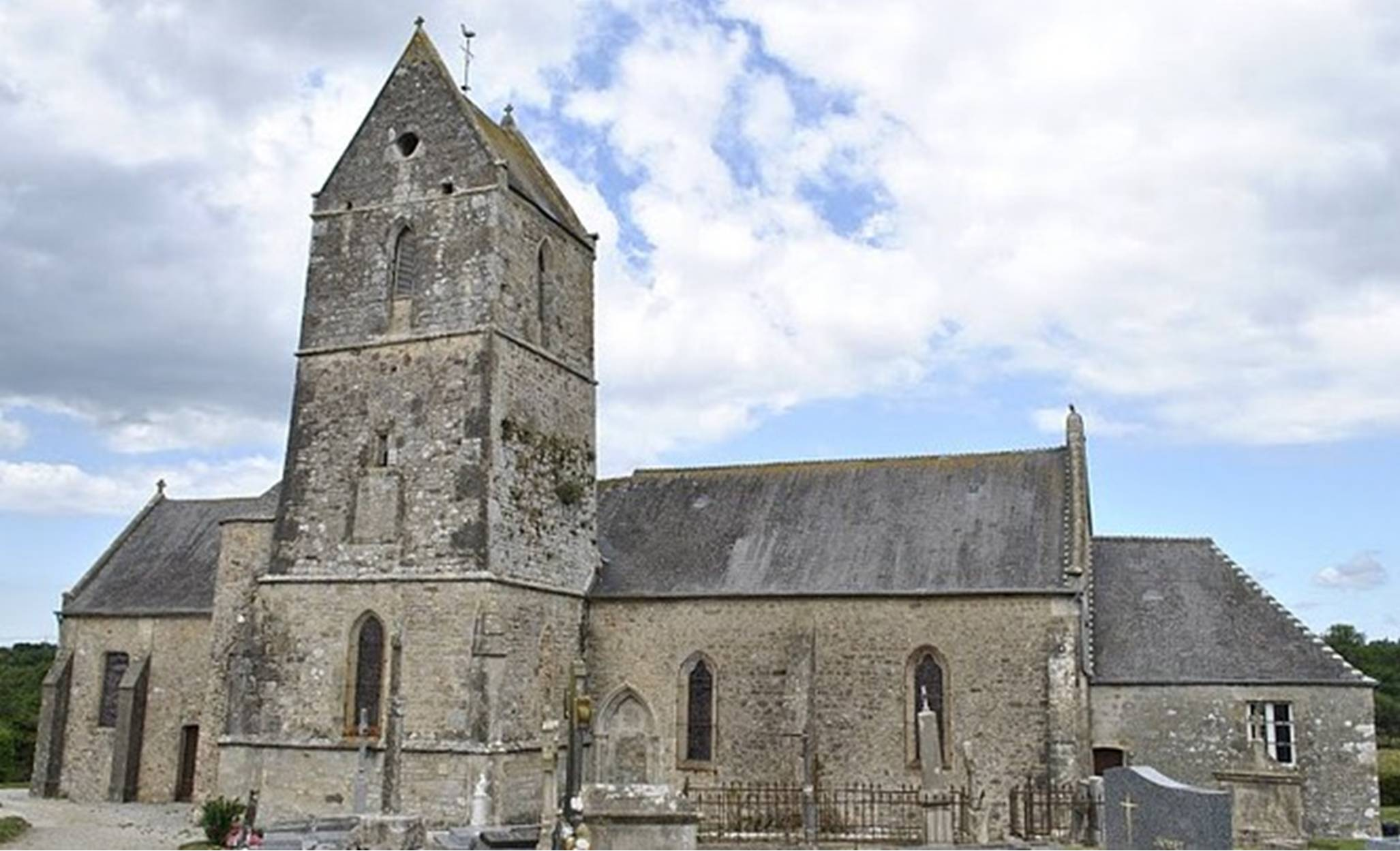
Le côté de l'église...
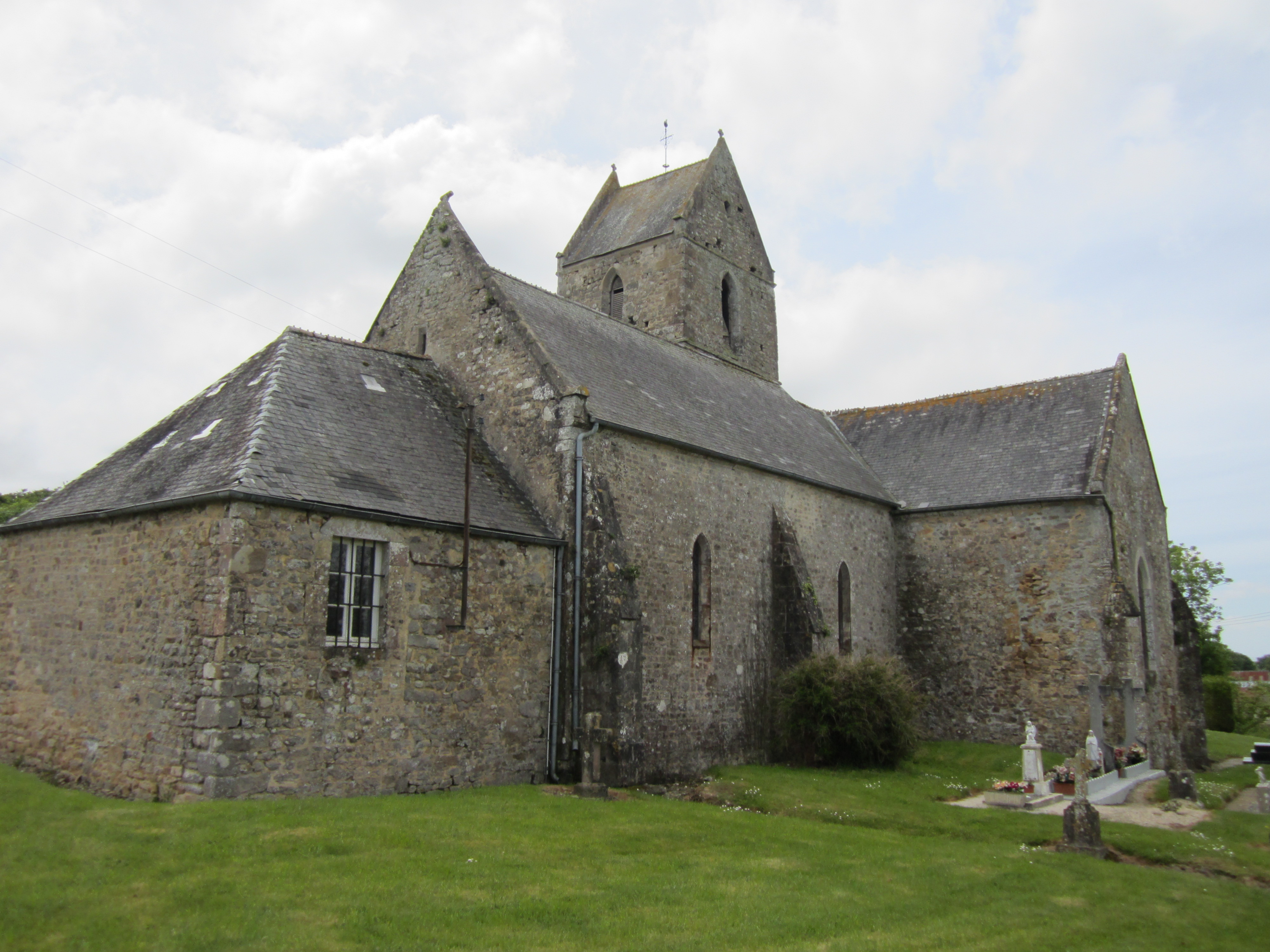
et son chevet.
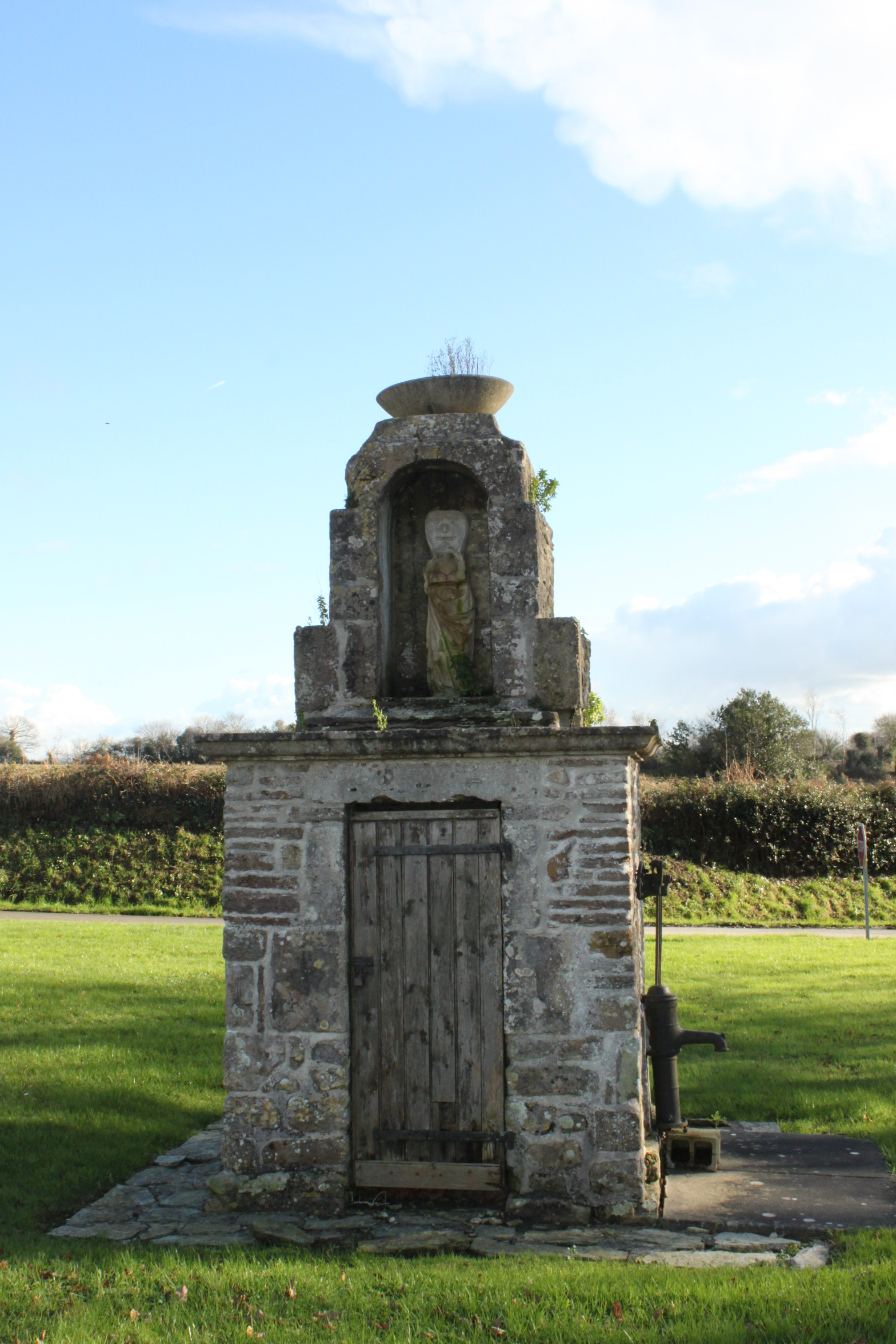
Le puits.

### Personnalités liées à la commune
- Jean-Baptiste Gardin-Dumesnil (1720-1802), écrivain et humaniste, y est né et mort.
- Paul Le Cacheux (1873-1938), archiviste paléographe et historien de la Manche, spécialiste du Moyen Âge, y est mort.

## Pour approfondir